# Gert Jakobs
Gert Jakobs (Emmen, 29 april 1964) is een voormalig wielrenner uit de Nederlandse provincie Drenthe, die vijf keer deelnam aan de Tour de France met de PDM-ploeg en die de ronde vier keer uitreed. Hij werd in 1988, 1989, 1990 en 1993 respectievelijk 145ste, 136ste, 140e en 127ste. De Tour van 1987 reed hij niet uit. Jakobs werd gezien als superknecht. Hij trok jarenlang de sprint aan voor ploeggenoot Jean-Paul van Poppel. In 1984 deed Jakobs samen met Maarten Ducrot, Erik Breukink en Jos Alberts mee aan de Olympische Zomerspelen in Los Angeles. Het viertal wist op de 100 km ploegentijdrit geen medaille te halen, omdat het als een van de weinige niet op tijdritfietsen reed. Het werd vierde. 
Jakobs was niet alleen als wielrenner actief, maar nam ook deel aan het marathonschaatsen, waarin hij vijf wedstrijden won. In 2009 gaf hij in het boek Het laatste geel van Mart Smeets toe dat hij in de Ronde van Frankrijk van 1989 epo heeft gebruikt. Epo stond in 1989 nog niet op de dopinglijst, dus hij heeft de dopingregels er niet mee overtreden.
Sinds 2011 is Jakobs regelmatig te zien als gast in praatprogramma's als Tour du Jour van RTL en Tour de Limbourg van L1.
In 2012 is de biografie Meesterknecht uitgegeven.
Op 9 april 2021 is Jakobs getrouwd, hij woont in Tiel.

## Belangrijkste overwinningen
1983
- 5de etappe Ronde van Zweden
- Ronde van Limburg

## Resultaten in voornaamste wedstrijden
| Jaar | Ronde van Italië | Ronde van Frankrijk | Ronde van Spanje |
| ---- | ---------------- | ------------------- | ---------------- |
| 1986 | 111e             |                     |                  |
| 1987 |                  | opgave              |                  |
| 1988 |                  | 145e                |                  |
| 1989 |                  | 136e                |                  |
| 1990 |                  | 140e                | 114e             |
| 1991 |                  |                     | 114e             |
| 1992 |                  |                     | 136e             |
| 1993 |                  | 127e                | 112e             |

| Jaar | Milaan-San Remo | Gent-Wevelgem | Ronde van Vlaanderen | Parijs-Roubaix | Waalse Pijl |
| ---- | --------------- | ------------- | -------------------- | -------------- | ----------- |
| 1986 |                 |               |                      |                | 63e         |
| 1987 |                 | 51e           |                      |                |             |
| 1988 | 108e            |               |                      |                |             |
| 1989 |                 |               |                      |                |             |
| 1990 |                 |               |                      |                |             |
| 1991 |                 | 168e          |                      | 94e            |             |
| 1992 |                 | 103e          | 116e                 |                |             |
| 1993 |                 |               |                      |                |             |